# Appleby-in-Westmorland
Appleby-in-Westmorland är en ort och civil parish i grevskapet Cumbria i nordvästra England. Orten ligger i kommunen Westmorland and Furness vid floden Eden, 52 kilometer sydost om Carlisle. Tätorten (built-up area) hade 3 048 invånare vid folkräkningen år 2011.
På en höjd i ortens södra utkanter ligger Appleby Castle från 1100-talet, där Anne Clifford levde under 1600-talet.